# Scipione de'Ricci
Scipione de' Ricci (Florència, 19 de gener de 1740 - Rignana, 27 de gener de 1810) va ser un bisbe catòlic italià de la diòcesi de Pistoia i Prato entre 1780 i 1791. S'uní a la doctrina jansenista, convocant el famós sínode de Pistoia amb la intenció d'establir la reforma de la seva diòcesi d'acord amb els postulats jansenistes i de les doctrines de Quesnel.

## Biografia
Nascut el 1740 a Florència en el si d'una família noble (entre els seus avantpassats està santa Caterina de Ricci, va ser educat a Roma pels jesuïtes. Amb el temps s'apropà al pensament jansenista.
El 1766, després d'obtenir la llicència en lleis per la Universitat de Pisa, va ser ordenat prevere. Gràcies a la influència del Gran Duc Pere Leopold va ser consagrat bisbe de Pistoia i Prato el 1780. Cercà d'ordenar la pròpia diòcesi abolint diversos ordes religiosos i reformant l'estructura parroquial (moltes esglésies antigues del centre de Pistoia van ser secularitzades i dedicades a l'ús civil).
Va ser contrari al culte del Sagrat Cor, i sostení l'autonomia de les esglésies locals davant el poder de Roma. Buscà afirmar el seu propi pensament convocant un sínode, que ha passat a la història com el Sínode de Pistoia, promogut conjuntament amb el teòleg i jurista Pietro Tamburini, dictaminant-se una sèrie de decrets de reforma: entre d'altres, el sínode acollí els quatre articles galicans de 1682, recomanà les meditacions de Quesnel sobre les Sagrades Escriptures i abolí nombroses devocions com la del Sagrat Cor, els exercicis espirituals i les missions populars. Aquesta iniciativa va ser acollida negativament, primer pel clergat toscà i després per la Santa Seu, de manera que Scipione es trobà en una posició cada cop més aïllada.
Quan el 1790 el Gran Duc esdevingué emperador del Sacre Imperi Romanogermànic, Scipione va perdre el suport polític, fent que el poble es revoltés contra ell (a Prato havia menystingut la relíquia més important de la ciutat, el Sant Cíngol de la Mare de Déu), fet davant del qual Scipione fugí i, finalment, el 1791, renunciés a la diòcesi.
El 28 d'agost de 1794, amb la butlla Auctorem Fidei, el Papa Pius VII condemnà les 85 tesis del Sínode de Pistoia, declarant-les herètiques, cismàtiques o contràries a la fe i a la tradició de l'Església.
El 1799 va haver de retractar-se públicament de les seves idees en un acte de submissió al concili diocesà de Florència. El 1805, en una trobada amb el Papa Pius VII a Florència, abjurà de nou de les seves tesis i renuncià a tota doctrina contrària a l'Església Catòlica, especialment el jansenisme. Esperava el suport de Napoleó Bonaparte per tornar al capdavant, però el general francès, que en aquells moments estava perseguint signar un concordat amb el Papa, es mantingué ben apartat del jansenisme. Retirat a la vida privada, va morir el 1810.